# Isao Yukisada

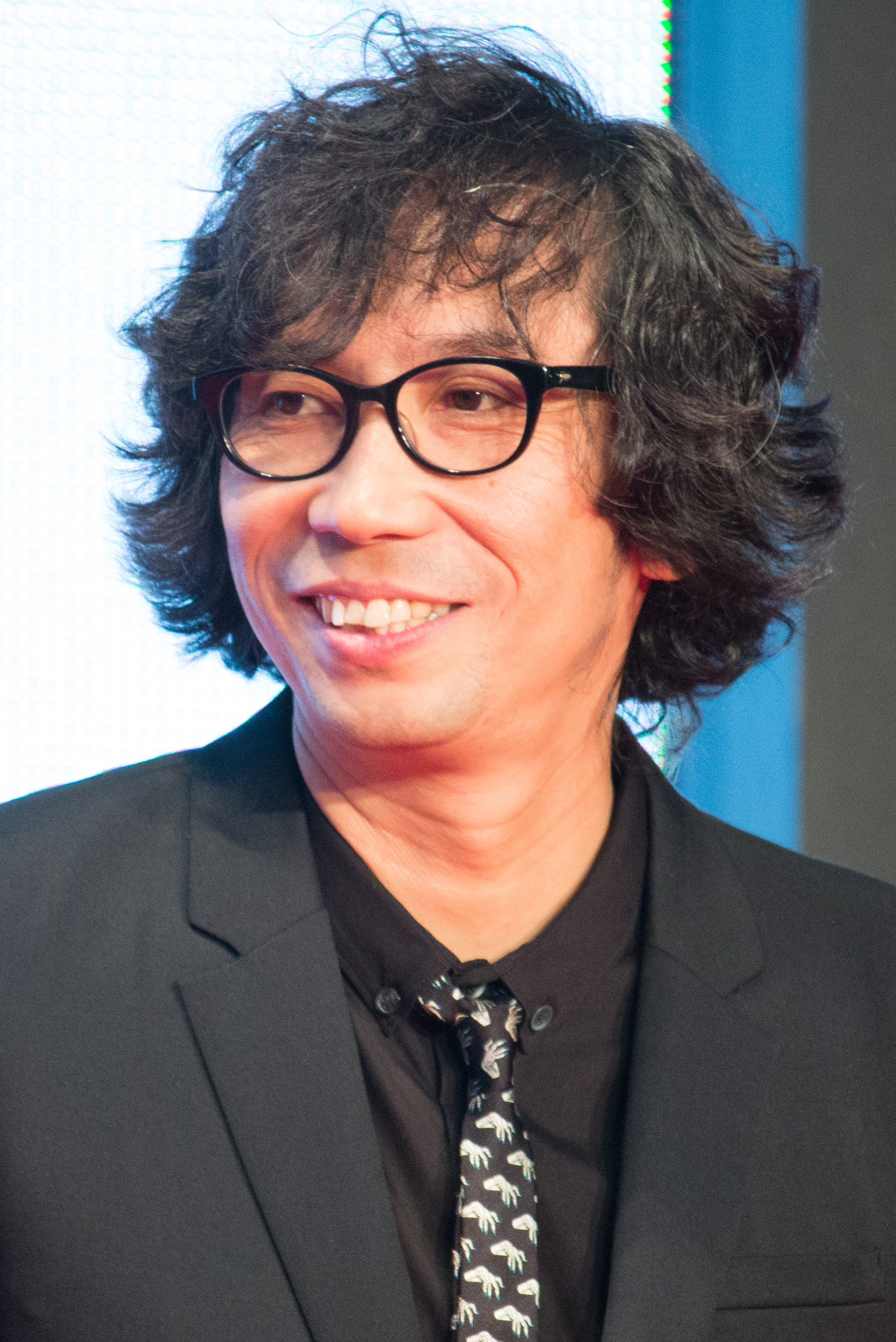
Isao Yukisada

Isao Yukisada (行定 勲 Yukisada Isao; Kumamoto, 3 agosto 1968) è un regista e sceneggiatore giapponese.

## Biografia
Isao Yukisada è nato il 3 agosto 1968 a Kumamoto, nell'omonima prefettura dell'isola di Kyūshū, in Giappone. Ha cominciato la sua carriera di cineasta in qualità di aiuto regista di Shunji Iwai, collaborando con quest'ultimo in tre pellicole: Love Letter, April Story e Swallowtail Butterfly. Nel 2002 riceve il premio come Miglior regista allo Yokohama Film Festival per "Go", film basato sull'omonimo romanzo di Kazuki Kaneshiro. "Go" ha ricevuto inoltre alla stessa rassegna il premio come miglior film oltre a numerosissimi altri riconoscimenti nazionali ed internazionali, come il Premio FIPRESCI nell'ambito del Palm Spring International Film Festival. 

## Filmografia

### Regista
- Open House (1998)
- Himawari (ひまわり) (2000)
- A Closing Day (閉じる日) (2000)
- Luxurious Bone (贅沢な骨) (2001)
- Go! (2001)
- Rock 'n' Roll Missing (2002)
- Justice (2002)
- Tsuki ni Shizumu (月に沈む) (2002)
- Kanon (TV, 2003)
- Seventh Anniversary (2003)
- A Day on the Planet (きょうのできごと) (2003)
- Crying Out Love, In the Center of the World (世界の中心で、愛をさけぶ) (2004)
- Kita no Zeronen (2005)
- Spring Snow (2005)
- Toku no Sora ni Kieta (2007)
- Closed Note (2007)
- A Good Husband (今度は愛妻家) (2009)
- Parade (2010)
- Five Minutes to Tomorrow (2014)
- Pink and Gray (2016)
- Pigeon (2016)
- Narratage (2017)
- River's Edge (2018)

Regista tv
- Heisei Saru Kani Kassenzu (WOWOW / 2014)
- Onnatachi wa Nido Asobu (BEE TV / 2010)

### Sceneggiatore
Film
- Aroused by Gymnopedies - Gymnopedies ni Midareru (2016)
- Pink and Gray - Pinku to Gure (2016)
- Before The Vigil - Tsuya no Yoru (2013)
- Parade - Paredo (2010)
- Closed Note (2007)
- Into the Faraway Sky - Toku no sora ni kieta (2007)
- Yubisaki (2006)
- Crying Out Love, in the Center of the World (2004)
- A Day on the Planet (2004)
- Rock'n'Roll Mishin (2002)
- Jam Films (2002) - episodio "Justice"
- A Closing Day (2000)

Aiuto sceneggiatore
- The Sky Crawlers (2008)

Sceneggiatore tv
- Heisei Saru Kani Kassenzu (WOWOW / 2014)

## Riconoscimenti

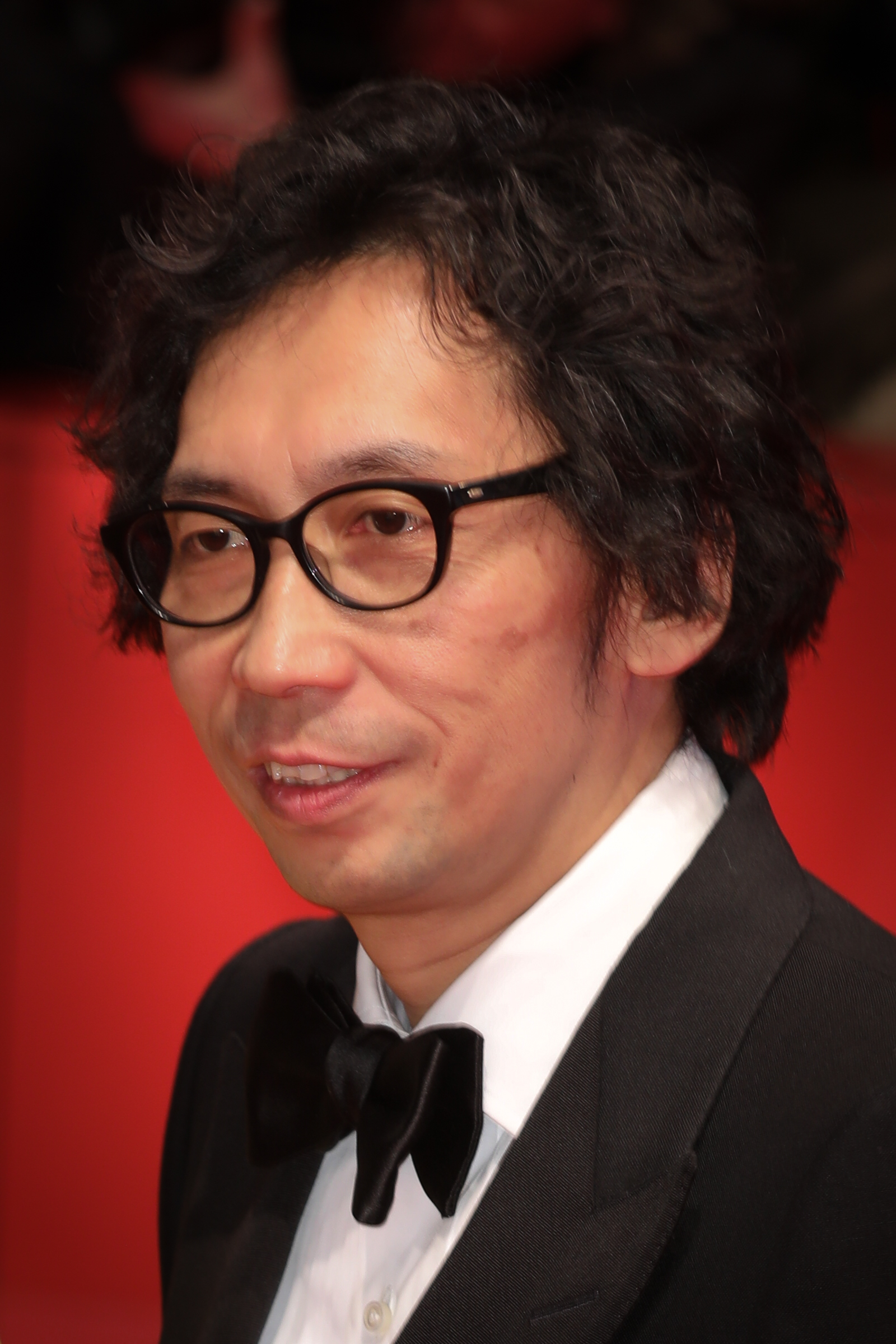
Isao Yukisada alla Berlinale del 2018

- 2000: 5° Busan International Film Festival - FIPRESCI Prize - Himawari[1]
- 2001: Hochi Film Award: Miglior film - Go!
- 2001: Nikkan Sports Film Award: Miglior regista - Go!
- 2002: Award of the Japanese Academy: Miglior regista - Go!
- 2002: Blue Ribbon Award: Miglior regista - Go!
- 2002: Kinema Junpo Award: Miglior regia e Miglior film - Go!
- 2002: Golden Star: Go!
- 2002: Palm Springs International Film Festival - FIPRESCI Prize: Go![2]
- 2002: Yokohama Film Festival: Miglior regista e Miglior film - Go!
- 2010: Festival internazionale del cinema di Berlino - FIPRESCI Prize - Parade[3]

### Candidature
- 2005: Award of the Japanese Academy: Miglior regista - Crying Out Love, In the Center of the World
- 2006: Award of the Japanese Academy: Miglior regista - Kita no zeronen